# Autrêches
Autrêches is een gemeente in het Franse departement Oise (regio Hauts-de-France) en telt 671 inwoners (1999). De plaats maakt deel uit van het arrondissement Compiègne.

## Geografie
De oppervlakte van Autrêches bedraagt 13,0 km², de bevolkingsdichtheid is 51,6 inwoners per km².
De onderstaande kaart toont de ligging van Autrêches met de belangrijkste infrastructuur en aangrenzende gemeenten.

## Demografie
Onderstaande figuur toont het verloop van het inwonertal (bron: INSEE-tellingen).